# Polia piniae
Polia piniae là một loài bướm đêm trong họ Noctuidae.